# توزيع احتمالي لیفي

في نظرية الاحتمالات والإحصاءات، فإن توزيع لیفي، المسمى باسم بول لیفي، هو توزيع احتمالي مستمر لمتغير عشوائي غير سلبي. في التحليل الطيفي، يُعرف هذا التوزيع، مع التردد كمتغير تابع، بملف تعريف فان در والس. إنها حالة خاصة لتوزيع غاما المعكوس. إنها توزيع مستقر.

دالة كثافة الاحتمال لتوزيع لیفي على مخطط السجل

## تعريف
دالة كثافة الاحتمال لتوزيع لیفي عبر المجال {\displaystyle x\geq \mu } يكون
{\displaystyle f(x;\mu ,c)={\sqrt {\frac {c}{2\pi }}}~~{\frac {e^{-{\frac {c}{2(x-\mu )}}}}{(x-\mu )^{3/2}}}}
أين {\displaystyle \mu } هي معلمة الموقع و {\displaystyle c} هي معلمة المقياس. دالة التوزيع التراكمي هي
{\displaystyle F(x;\mu ,c)={\textrm {erfc}}\left({\sqrt {\frac {c}{2(x-\mu )}}}\right)}
أين {\displaystyle {\textrm {erfc}}(z)} هي دالة الخطأ التكميلية. معلمة التحول {\displaystyle \mu } له تأثير تحريك المنحنى إلى اليمين بمقدار {\displaystyle \mu } ، وتغيير الدعم إلى الفاصل الزمني [ {\displaystyle \mu } ،{\displaystyle \infty }). مثل جميع التوزيعات المستقرة ، فإن توزيع Levy له شكل قياسي f (x؛ 0،1) له الخاصية التالية:
{\displaystyle f(x;\mu ,c)dx=f(y;0,1)dy\,}
حيث يتم تعريف y على أنه
{\displaystyle y={\frac {x-\mu }{c}}\,}
يتم إعطاء الوظيفة المميزة لتوزيع لیفي بواسطة
{\displaystyle \varphi (t;\mu ,c)=e^{i\mu t-{\sqrt {-2ict}}}.}
لاحظ أنه يمكن أيضًا كتابة الوظيفة المميزة بنفس الشكل المستخدم للتوزيع المستقر مع {\displaystyle \alpha =1/2} و {\displaystyle \beta =1}:
{\displaystyle \varphi (t;\mu ,c)=e^{i\mu t-|ct|^{1/2}~(1-i~{\textrm {sign}}(t))}.}
على افتراض {\displaystyle \mu =0}، يتم تحديد اللحظة n لتوزيع لیفي غير المحول رسميًا بواسطة:
{\displaystyle m_{n}\ {\stackrel {\mathrm {def} }{=}}\ {\sqrt {\frac {c}{2\pi }}}\int _{0}^{\infty }{\frac {e^{-c/2x}\,x^{n}}{x^{3/2}}}\,dx}
التي تختلف عن الجميع {\displaystyle n\geq 0.5} بحيث لا توجد اللحظات الصحيحة لتوزيع لیفي (فقط بعض اللحظات الكسرية).
سيتم تحديد وظيفة توليد اللحظة رسمياً من خلال:
{\displaystyle M(t;c)\ {\stackrel {\mathrm {def} }{=}}\ {\sqrt {\frac {c}{2\pi }}}\int _{0}^{\infty }{\frac {e^{-c/2x+tx}}{x^{3/2}}}\,dx}
لكن هذا يختلف عن {\displaystyle t>0} وبالتالي لا يتم تعريفه على فاصل زمني حول الصفر ، لذلك لم يتم تحديد وظيفة توليد اللحظة في حد ذاته.
مثل جميع التوزيعات المستقرة باستثناء التوزيع الطبيعي ، يظهر جناح دالة كثافة الاحتمال سلوكًا ذيلًا ثقيلًا يسقط وفقًا لقانون الطاقة:
{\displaystyle f(x;\mu ,c)\sim {\sqrt {\frac {c}{2\pi }}}{\frac {1}{x^{3/2}}}}  مثل  {\displaystyle x\to \infty ,}
مما يدل على أن ليفي ليس فقط ذو الطرف الثقيل ولكنه أيضًا ذو الذيل . هذا موضح في الرسم البياني أدناه، حيث تعمل كثافة الاحتمال لقيم مختلفة من c و {\displaystyle \mu =0} يتم رسمها على قطعة أرض. يفي توزيع لیفي القياسي بشرط الاستقرار:
{\displaystyle (X_{1}+X_{2}+\dotsb +X_{n})\sim n^{1/\alpha }X}
حيث {\displaystyle X_{1},X_{2},\dotsb ,X_{n},X} متغيرات لیفي مستقلة مع {\displaystyle \alpha ={\frac {1}{2}}}.